# Alfons d'Aragó i Roig d'Ivorra
Alfons d'Aragó i Roig d'Ivorra (Cervera, 1470 - Lécera, 1520) va ser un noble i religiós català, fill natural de Ferran el Catòlic. Va fer principalment carrera eclesiàstica, sense arribar a exercir mai realment, ocupant entre d'altres els càrrecs d'arquebisbe de Saragossa (1478-1520), arquebisbe de València (1512-1520), abat de Sant Cugat del Vallès (1508-1519), de Sant Joan de les Abadesses (1510-1518) i Santa Maria de Ripoll (1515-1519), però també polític d'important influència com el de lloctinent de Catalunya (1514-1520) i lloctinent del Regne d'Aragó (1485-1511 i 1516-1520), així com regent de la Corona d'Aragó (1516-1518).

## Orígens
Nascut el 1470, probablement a Cervera. Va ser fill natural del rei Ferran el Catòlic i de la seva amant Aldonça Roig d'Ivorra, noble membre de les cases dels senyors de Portell i de Les Fenolleres a Cervera.

## Carrera eclesiàstica
Amb set anys va ser nomenat arquebisbe de Saragossa, succeint el seu oncle Joan d'Aragó, per pressions del seu avi Joan II d'Aragó. Inicialment va prendre possessió el 14 d'abril de 1476, però el papa Sixt VI no va voler confirmar l'elecció a causa de la seva edat i va nomenar al cardenal valencià Ausiàs Despuig. Després de diverses diligències, finalment el cardenal va renunciar i el papa va confirmar l'elecció d'Alfons com a arquebisbe, càrrec del qual va prendre possessió el 27 de maig de 1479.
El 7 de novembre de 1501 va ser ordenat sacerdot i l'endemà consagrat pel bisbe de Calahorra, Juan de Ortega. Fou educat per a la carrera eclesiàstica, si bé l'enfocament va ser més polític que religiós. Hom afirma que va ser un prelat cortesà, allunyat de les seves funcions diocesanes, i mantingut amb les rendes de Montearagón i Sant Victorià, atorgades pel seu pare. Assolí moltes altres prebendes, entre les quals l'arquebisbat de Monreale, a Sicília, que va deixar pel de València, que va ocupar el 23 de gener de 1512, un territori que no va arribar a visitar mai i que va governar a través del bisbe auxiliar, Lluís Guillem.

## Activitat política
Al llarg de la seva vida també va ocupar diversos càrrecs de caràcter polític. Va ser diputat de la Diputació General d'Aragó, i exercí com a virrei d'Aragó en diverses ocasions, així com de lloctinent general de la Corona d'Aragó (1514-1516). El 1495 va introduir el sistema d'insaculació en la designació de diputats i altres oficis del regne d'Aragó. Com a membre del braç eclesiàstica, va assistir a les Corts de 1510, 1512, 1515 i 1519.
A la mort de Ferran el Catòlic, el 1516, va ser designat regent de la Corona d'Aragó i ocupà el càrrec fins al 1518, amb l'arribada del rei Carles I, net de l'anterior monarca. Va ser una de les personalitats de més relleu a l'arribada de Carles, atès que va presidir les corts de 1518, on el rei va ser reconegut com a tal, però va topar amb els nobles flamencs que acompanyaven el jove monarca, perquè creia en l'autosuficiència dels regnes per a governar-se. Malgrat que va tractar de viatjar a Tordesillas per parlar amb la reina Joana, els consellers del rei li ho van impedir.

## Humanista
Va ser humanista i protector d'humanistes. Va tenir relació amb notables personalitats de l'època com Lucio Marineo Sículo o Antonio Geraldini, a més d'aplegar al seu voltant un cercle format per humanistes com Gaspar Barrachina, que va ser el seu secretari, Alfonso Segura o el poeta Juan Sobrarias. També va tenir relació amb el cercle lul·lià de París i sobretot amb Jacques Lefèvre d'Étaples.

## Mort
Va morir en el camí de Barcelona a Saragossa el 23 de febrer de 1520. Fou enterrat a la catedral de Saragossa.

## Descendència
Va mantenir una relació amb Anna de Gurrea (1470 - 1527), senyora d'Argavieso, amb qui va tenir set fills:
- Joan (1492 - 1530), successor com a arquebisbe de Saragossa.
- Ferran (1498 - 1577), abat de Veruela i també arquebisbe de Saragossa.
- Alfons (1504 - 1552), abat de Jesús de Natzaret de Montearagón.
- Antoni (1552)
- Joana (?-1520), casada amb Joan de Borja, duc de Gandia.
- Martí, senyor d'Argavieso.
- Anna, casada amb Alonso Pérez de Guzmán, duc de Medina-Sidonia.

## Enllaços extenrs
- Fitxa a l'arquebisbat de València Arxivat 2016-03-03 a Wayback Machine.